# Aleksandra Formella
Aleksandra Formella (* 27. Oktober 2001 in Gdynia) ist eine polnische Leichtathletin, die sich auf den Sprint spezialisiert hat.

## Sportliche Laufbahn
Erste Erfahrungen auf Wettkämpfen internationaler Ebene sammelte Aleksandra Formella im Jahr 2019, als sie bei den U20-Europameisterschaften in Borås mit der polnischen 4-mal-400-Meter-Staffel in 3:37,13 min die Bronzemedaille gewann. 2021 schied sie bei den U23-Europameisterschaften in Tallinn mit 54,41 s im Halbfinale über 400 Meter aus und gewann mit der Staffel in 3:30,38 min die Bronzemedaille hinter den Teams aus Tschechien und Frankreich. 2023 schied sie bei den U23-Europameisterschaften in Espoo mit 54,78 s erneut im Semifinale über 400 Meter aus und belegte mit der Staffel in 3:31,38 min den vierten Platz. Anschließend belegte sie bei den World University Games in Chengdu in 53,01 s den vierten Platz im Einzelbewerb und siegte mit der Staffel in 3:32,81 min. Im Jahr darauf belegte sie bei den Europameisterschaften in Rom in 3:15,32 min den siebten Platz in der Mixed-Staffel und im August verpasste sie bei den Olympischen Sommerspielen in Paris mit 3:26,69 min den Finaleinzug mit der Frauenstaffel. 2025 schied sie bei den Halleneuropameisterschaften in Apeldoorn mit 2:09,60 min in der Vorrunde im 800-Meter-Lauf aus. Kurz darauf gewann sie bei den Hallenweltmeisterschaften in Nanjing mit der Frauenstaffel in 3:32,05 min gemeinsam mit Justyna Święty-Ersetic, Anastazja Kuś und Anna Gryc die Silbermedaille hinter dem US-amerikanischen Team. Im Mai sicherte sie der Frauenstaffel bei den World Athletics Relays in Guangzhou einen Startplatz bei den Weltmeisterschaften in Tokio. Im Juli belegte sie bei den World University Games in Bochum in 52,56 s den vierten Platz über 400 Meter, siegte in 3:15,58 min in der Mixed-Staffel über 4-mal 400 Meter und gewann mit der Frauenstaffel in 3:30,21 min die Silbermedaille hinter dem deutschen Team.
2023 wurde Formella polnische Meisterin in der 4-mal-400-Meter-Staffel.

## Persönliche Bestleistungen
- 400 Meter: 51,73 s, 5. Juli 2025 in Posen
  - 400 Meter (Halle): 53,33 s, 9. Februar 2025 in Breslau
  - 500 Meter (Halle): 1:09,56 min, 28. Januar 2024 in Toruń (nationale Bestleistung)
  - 600 Meter (Halle): 1:27,17 min, 26. Januar 2025 in Toruń
- 800 Meter: 2:04,89 min, 1. September 2024 in Olsztyn
  - 800 Meter (Halle): 2:01,53 min, 23. Februar 2025 in Toruń